# Klaus-Dietrich Flade
Klaus-Dietrich Flade (* 23. srpna 1952 Büdesheim, Porýní-Falc Německo) je německý zkušební pilot a bývalý kosmonaut, který v březnu 1992 při letu na ruskou vesmírnou stanici Mir strávil necelých osm dní ve vesmíru.

## Život
Klaus-Dietrich Flade pochází z Büdesheimu v Porýní-Falci. Po střední škole se roku 1974 přihlásil do armády, dva roky sloužil jako letecký mechanik a studoval v důstojnické škole. Následující čtyři roky strávil studiem na vojenské univerzitě v Mnichově (Universität der Bundeswehr), kterou dokončil roku 1980. Byl pilotem německého vojenského letectva, od roku 1988 si zvyšoval kvalifikaci v leteckých školách v německém Manchingu a britském Boscome Down. Roku 1987 se přihlásil do náboru německé kosmické agentury DLR pro let na amerických raketoplánech Space Shuttle, ale nebyl vybrán.
V dubnu 1990 se Německo dohodlo se Sovětským svazem na letu německého kosmonauta na sovětskou vesmírnou stanici Mir. Pětice astronautů DLR byla zaneprázdněna přípravou na let Space Shuttly, proto agentura DLR v říjnu 1990 z finalistů náboru 1987 dodatečně vybrala Fladeho a Reinholda Ewalda. V listopadu 1990 oba Němci přijeli do Střediska přípravy kosmonautů ve Hvězdném městečku a započali s výcvikem. Flade byl zařazen do posádky Sojuzu TM-14 jako člen 9. návštěvní expedice, Ewald se stal náhradníkem.
Do vesmíru odstartoval společně s ruskými kosmonauty Alexandrem Viktorenkem a Alexandrem Kaleri 17. března 1992 z kosmodromu Bajkonur. Se stanicí se spojili 19. března, Viktorenko a Kaleri vystřídali dvojici Volkov–Krikaljov z předešlé, 10. expedice, a jako 11. expedice zůstali na Miru. Flade strávil na Miru šest dní, vyplněných prací na programu „Mir 92“, orientovaného především na lékařské experimenty. Dne 25. března přistál v Sojuzu TM-13 s Alexandrem Volkovem a Sergejem Krikaljovem.
Přihlásil se do druhého náboru Evropské kosmické agentury, probíhajícího v letech 1991–1992, vybrán nebyl a tak se vrátil k letectvu. Roku 1993 odešel ke společnosti Deutsche Aerospace na místo zkušebního letce. Později zastával stejnou pozici v Airbusu ve francouzském Toulouse.
Klaus-Dietrich Flade je ženatý, má dva syny.